# Eléni Paschalídou-Zongolopoúlou
L’artiste Eléni Paschalídou-Zongolopoúlou, épouse du sculpteur Georges Zongolopoulos, est née en Asie Mineure en 1909.

## Biographie
Elle grandit à Constantinople dans un environnement aisé, où les Arts et les Lettres constituent une valeur qu’Eleni adopte, dès son plus jeune âge, tout comme ses trois plus jeunes sœurs. En la voyant dessiner, sa mère l’encourage à s’occuper sérieusement de la peinture. Nombre de ses cousins deviennent des artistes connus, parmi lesquels on compte : le sculpteur Giannis Pappas (Γιάννης Παππάς) et les peintres Eleni Pangalou (Ελένη Πανγκάλου) et Andreas Vourloumis (Ανδρέας Βουρλούμης). Sa sœur Alexándra Paschalídou-Moréti deviendra architecte. Elle fréquente une école de filles à Constantinople, et dans ce milieu culturellement riche elle développe son
critère artistique et esthétique. Lorsqu’elle termine le collège elle sait déjà qu’elle veut devenir peintre.
La connaissance de trois langues en dehors du grec (français, anglais et italien) va s’avérer extrêmement utile
lors des voyages qu’elle entreprendra à l’avenir. En 1922, sa famille quitte Constantinople pour s’installer initialement en Bulgarie, et par la suite définitivement en Grèce en 1925. En 1928, elle s’inscrit à l’École Supérieure des Beaux Arts d’Athènes et commence ses études de dessin, avec le professeur K. Parthenis (Κ. Παρθένης).
En 1933, elle termine ses études et lait la connaissance du sculpteur Georges Zongolopoulos. Leur relation aboutira au mariage en 1936 et à une vie commune de 58 ans.
En 1937, elle voyage à Paris, où elle sera très intéressée par l’œuvre d’El Greco. La même année, elle participe à l’Exposition internationale de Paris et se voit accorder la médaille d’argent. Le contact avec l’œuvre de Picasso va la conduire vers l’abstraction.
En 1939, elle participe à l’Exposition internationale de New York, où elle reçoit un diplôme d’honneur, pour sa contribution au pavillon grec.
En 1949, Eleni Zongolopoulou se retrouve à Paris et poursuit ses études à l’école d’André Lhote (1885-1962).
En 1953, elle obtient une bourse d’études pour l’Accademia di Belle Arti de Florence.
À partir de 1953, ses nombreux voyages en Espagne, en Italie, en Angleterre et en France vont influencer sa peinture, qui va désormais se concentrer sur l’abstraction et la peinture non figurative. En 1977, elle achète avec son mari un appartement/atelier à Paris, ce qui permet au couple de rester au centre des évolutions artistiques. Elle va travailler dans cet atelier jusqu’en 1982.
L’artiste a participé à toutes les Expositions Panhelléniques jusqu’en 1965 et à de nombreuses expositions collectives et individuelles à l’étranger jusqu’en 1986.
Membre de la Société européenne de culture, à partir de 1956 et elle a en outre enseigné à un grand nombre de jeunes artistes.
Ses œuvres sont dispersées dans de nombreuses collections privées et publiques en Grèce (Pinacothèque Municipale d’Athènes, Ministère de l’Éducation, Banque nationale de Grèce, Musée Vorrés), en Europe, aux États-Unis et en Israël. Elle a conçu, entre autres, les fresques murales de la gare de Corinthe (1955) et de la Faculté de Médecine de l’Université d’Athènes (1961).
Elle est morte à Athènes le 16 février 1991.